# Sven Ljungqvist
Sven Benjamin Ljungqvist (adlad 1760 med namnet Ljungenstjerna), född 1717, död 1763, var en svensk fortifikationsofficer och fysiker.
Ljungqvist blev mekanikus vid fabrikerna, utnämndes 1746 till direktör-mekanikus och 1747 till ledamot av Vetenskapsakademien. År 1745 hade han förordnats att tillsammans med Mårten Triewald hålla föreläsningar vid Fortifikationskontoret i experimentell fysik, och 1747 blev han kapten-mekanikus vid Fortifikationen samt fick majors grad 1755. Han gjorde åtskilliga nyttiga uppfinningar.